# Rio das Almas (vattendrag i Brasilien, São Paulo)
Rio das Almas är ett vattendrag i Brasilien.   Det ligger i delstaten São Paulo, i den södra delen av landet, 900 km söder om huvudstaden Brasília.
Omgivningen kring Rio das Almas består i huvudsak av gräsmarker. Området är ganska glesbefolkat, med 21 invånare per kvadratkilometer.